# Brandon Young
Brandon Young (Baltimore, Maryland, 16 de noviembre de 1991) es un baloncestista estadounidense que pertenece a la plantilla del PBC CSKA Sofia de la Liga de Baloncesto de Bulgaria. Con 1,93 metros de estatura, actúa en la posición de base. Es jugador de la selección de baloncesto de Bulgaria.

## Trayectoria deportiva
Es un base formado durante cuatro temporadas en la Universidad DePaul en Chicago, para jugar la NCCA con DePaul Blue Demons desde 2011 a 2014.
Tras no ser elegido en el Draft de la NBA de 2014, firma un contrato para disputar la NBA G League con Texas Legends en enero de 2015, con el que juega 19 partidos en los que promedia 6,06 puntos.
El 14 de julio de 2016, renueva su contrato con el GS Lavrio de la A1 Ethniki, pero deja el club unos meses después para, el 15 de diciembre del mismo año, firmar por el BBC Monthey de la Liga Nacional de Baloncesto de Suiza.
En la temporada 2017-18 se marcha al Líbano para jugar en las filas del Champville SC y en la misma temporada, también jugaría en el Kolossos Rodou BC de la A1 Ethniki.
En la temporada 2018-19, firma por el SK Cherkasy Monkeys de la Superliga de baloncesto de Ucrania, con el que disputa también la Eurocup. Al término de la temporada regresa al GS Lavrio de la A1 Ethniki, pero solo disputaría 3 encuentros antes de rescindir su contrato. 
En la temporada 2019-20, juega en las filas del BK Levski Sofia de la Liga de Baloncesto de Bulgaria.
El 15 de julio de 2020, firma por el Kiev-Basket de la Superliga de Ucrania.

## Selección nacional
Young juega para la selección de baloncesto de Bulgaria desde 2023.